# Dasypolia ferdinandi
Dasypolia ferdinandi är en fjärilsart som beskrevs av Ruehl. 1892. Dasypolia ferdinandi ingår i släktet Dasypolia och familjen nattflyn. Inga underarter finns listade i Catalogue of Life.